# اخلاق پژوهش
اخلاق پژوهش در برگیرنده اصول و قواعد اخلاقی اساسی و زیربنایی برای انواعی از موضوعات از جمله پژوهش‌های علمی است.

## محدوده‌های اخلاق پژوهش
اخلاق پزوهش شامل طراحی، اجرا و تکمیل تحقیقات از جمله آزمایش‌ها و بررسی‌های انسانی، آزمایش‌های حیوانی، جنبه‌های مختلفی از موارد سرقت آکادمیک یا ادبی، از جمله سوء عمل و رفتار علمی (مثل کلاه‌برداری، جعل اطلاعات و دزدی ادبی)، خلاف کاری؛ نظم و قانون مربوط به پژوهش و غیره است. اخلاق پژوهش به عنوان یک مفهوم در حوزه تحقیقات پزشکی بسیار گسترش یافته‌است. توافق‌نامه مهم و اصلی در اینجا بیانیه هلسینکی سال ۱۹۷۴ است. کد نورمبرگ یک توافق‌نامه قدیمی است اما در عین حال هنوز هم دارای نکات مهم زیادی است. تحقیق در حوزه علوم اجتماعی یک مجموعه متفاوت از مقوله‌ها را نسبت به موارد ارائه شده در تحقیقات پزشکی ارائه می‌کند. اقدامات مهم پژوهش‌های آکادمیک بر پایه و اساس اعتماد انجام شده‌است. محققان مطمئن هستند که نتایج گزارش شده توسط دیگران معتبر و درستند. جامعه مطمئن است که نتایج تحقیقات منعکس‌کننده تلاشی صادقانه توسط دانشمندان و دیگر محققان برای شرح وتوصیف درست، بدون سوگیری، تعصب و بی‌طرفانه از جهان پیرامون است. اما این اعتماد تنها به این شرط ادامه پیدا می‌کند که جامعه علمی خودش را وقف شرح و درک و انتقال ارزش‌ها و معیارهای مربوط به اجرای تحقیقات اخلاقی کند. در مورد انجام تحقیقات لازم است مسائل اخلاقی زیادی به‌طور جدی در نظر گرفته شوند. لازم است جامعه شناسان در مورد مسئولیت پذیری جهت اطمینان از رضایت و منافع همه افراد درگیر در فرایند تحقیق و مطالعه هوشیار و آگاه باشند. آن‌ها نباید از اطلاعات کشف و مشخص شده به هیچ عنوان سوء استفاده کنند و باید نسبت به شرکت کنندگان مسئولیت پذیری اخلاقی خاصی را داشته باشند و آن را حفظ کنند. در مورد محافظت از حق و حقوق افراد درگیردر تحقیق و همچنین حساسیتها و حریم خصوصی آن‌ها وظایفی تعریف شده‌است. همان‌طور که در BSA حوزه جامعه‌شناسی خاطر نشان شده، همه این اصول اخلاقی باید مورد احترام قرار گیرند مگر اینکه دلایل مهم و برجسته دیگری در میان، برای مثال هر نوع فعالیت تروریستی یا غیرقانونی.
اخلاق‌پزشکی در یک بافت و قالب پزشکی توسط مقوله اصول‌گرایی حاکم شده‌است، روشی که بخاطر decontextualised بودن مورد انتقاد قرار گرفته‌است. اخلاق پژوهش در جوامع و گروه‌های آموزشی گوناگون متفاوت است. هر جامعه و گروهی مجموعه اخلاقیات خاص خودش را داراست.

## بستر شکل‌گیری
اخلاق پژوهش در حوزه علم انسان‌شناسی شکل گرفته‌است تا از کسانی که تحت بررسی و تحقیق قرار می‌گیرند و همچنین از محققان در مقابل رویدادهایی که ممکن است نامطمئن و غیرایمن باشند یا تا حدودی باعث ایجاد حس ناراحتی در محقق شوند حمایت و محافظت کنند. این یک راهکار فراگیر است که انسان شناسان به‌طور خاصی در زمان انجام فعالیت‌های کاری حوزه قوم‌شناسی از آن استفاده می‌کنند. شرکت‌کنندگان در پژوهش که در مصاحبه‌های فردی یا گروهی شرکت می‌کنند غالباً به امضای یک فرم رضایت آگاهانه که ماهیت پروژه در آن مطرح و مشخص شده‌است نیاز دارند. این افراد مطمئنند که در این طرح به صورت گمنام باقی می‌مانند و از اسامی مستعار برای ایشان استفاده می‌شود. با این حال فرایند فزاینده‌ای وجود دارد که نشان می‌دهد این اقدامات رسمی ناکافی هستند و لزوماً تضمین‌کننده اخلاقی بودن یک پروژه تحقیقاتی نیستند؛ بنابراین انجام تحقیقات با کمک مردم نباید صرفاً بر پایه درک برجسته و غالب و غیرمنسجم از اصول اخلاقی صورت گیرد، بلکه باید به صورت واکنشی و بازتابی و از طریق گفتگو با شرکت کنندگان به عنوان راهی برای پل زدن بین درک و فهم جهانی و منطقه‌ای در مورد اخلاق پژوهش مورد مذاکره قرار گیرد.

## نمونه غربی
در کانادا، انواع مختلفی از حوزه‌های اخلاقی مربوط به تحقیقات وجود دارند که بکارگیری آن‌ها را برای پروژه‌های تحقیقاتی تأیید می‌کنند. رایج‌ترین سندی که دانشگاه‌های کانادا از آن تبعیت می‌کنند بیانیه خط مشی شورای سه جانبه (Tri - Council Policy Statement) است. با این حال، انواع دیگری از اسناد و مدارک وجود دارند که در جهت جنبه‌های آموزشی مختلف مجهز و آماده بکار شده‌اند؛ از جمله: زیست‌شناسی، اقدامات بالینی، بیوتکنیک و حتی تحقیقات سلول‌های بنیادی. شورای سه جانبه در واقع سه دولت برتر و مافوق هستند که آژانس‌های موجود در کانادا را پشتیبانی می‌کنند. اگر گروه یا موسسه‌ای اقدام به انجام تحقیقات در کانادا کند و از سرمایه‌های آن استفاده کند، لازم است که پروژه آن‌ها مورد تأیید شورای سه جانبه قرار گیرد. بعلاوه، مسئولیت اخلاقی محققان این است که مانع از وارد آمدن آسیب به انسان‌ها یا حیواناتی شوند که در حال مطالعه و بررسی هستند، آن‌ها همچنین در مقابل علم، عموم جامعه و همچنین نسل دانشجویان آینده مسئولیت مهمی دارند.

## آفات پژوهش
در مقابل اخلاق پزوهش می‌توان از آفات پژوهش یاد کرد. آفات مقوله ای در مقابل اخلاق است. به معنای دیگر باید گفت هر گاه می‌توان اخلاق پزوهش را کاملاً رعایت کرد که از آفات پژوهش نیز دوری جست.